# Schule Atens
Die Schule Atens, Lübbenwestraße 9 und Plaatweg 12, im niedersächsischen Nordenham-Atens im Landkreis Wesermarsch stammt aus der Mitte des 20. Jahrhunderts.

Aktuell (2023) wird sie als Grundschule genutzt.
Das Gebäude steht unter Denkmalschutz (siehe auch Liste der Baudenkmale in Nordenham).

## Beschreibung und Geschichte
Das verklinkerte Gebäude mit Satteldächern besteht aus mehreren eingeschossigen Flügeln in E-Form und einem höheren südlichen Gebäudeteil. Ein markanter Eingang im Schulhof befindet sich unter einer Laube mit Walmdach. Die 1955 gebaute Schule wurde später eine Grundschule.
Die Grundschule Atens ist heute eine zweizügige Grundschule mit rund 160 Kindern in 8 Klassen und mit um die 25 Mitarbeitern (Lehrkräfte, Sozialarbeiterin, pädagogische Kräfte, Sekretariat, Hausmeister, Reinigungs- und Küchenpersonal, Stand 2023). Seit 2020 ist sie eine offene Ganztagsschule. Sie bietet u. a. Arbeitsgemeinschaften, Spielefest, Sportaktivitäten etc. an. Sie erhielt 2020 eine Mensa.